# Malý Roudný
Malý Roudný (německy Junger Rautenberg; 771 m n. m.) je mladá sopka Nízkého Jeseníku, tvořící spolu s Velkým Roudným dva výrazné vrcholy nad obcí Roudno a hladinou vodní nádrže Slezská Harta v okrese Bruntál. Severní úbočí kopce spadá do katastru obce Roudno, zbylé svahy i vrchol sopky leží v katastru jižně položené obce Křišťanovice. Svahy kopce jsou tvořeny travními pastvinami s mezemi, vrchol je zčásti pokryt malým lesním porostem.

## Galerie

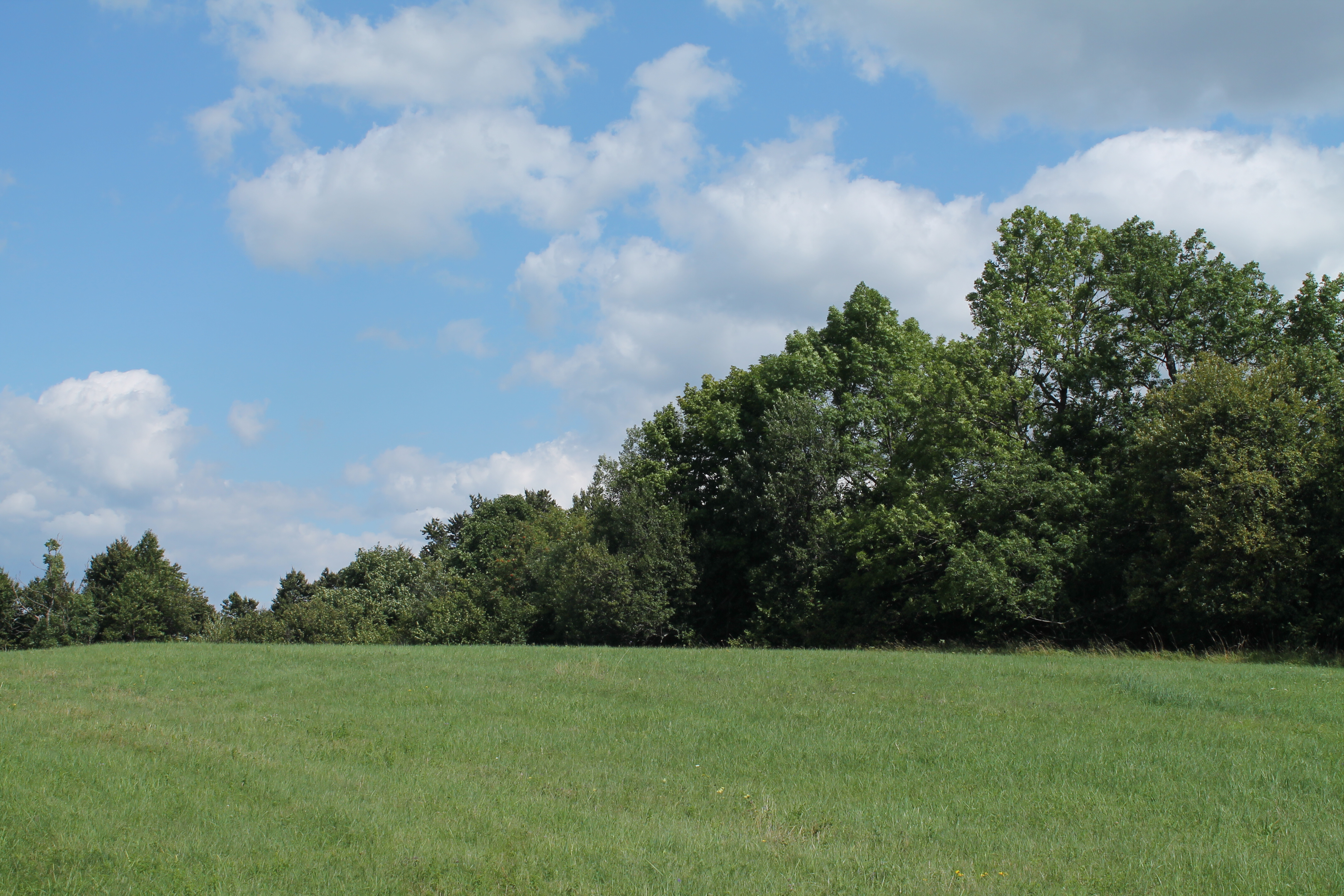
Vrchol Malého Roudného
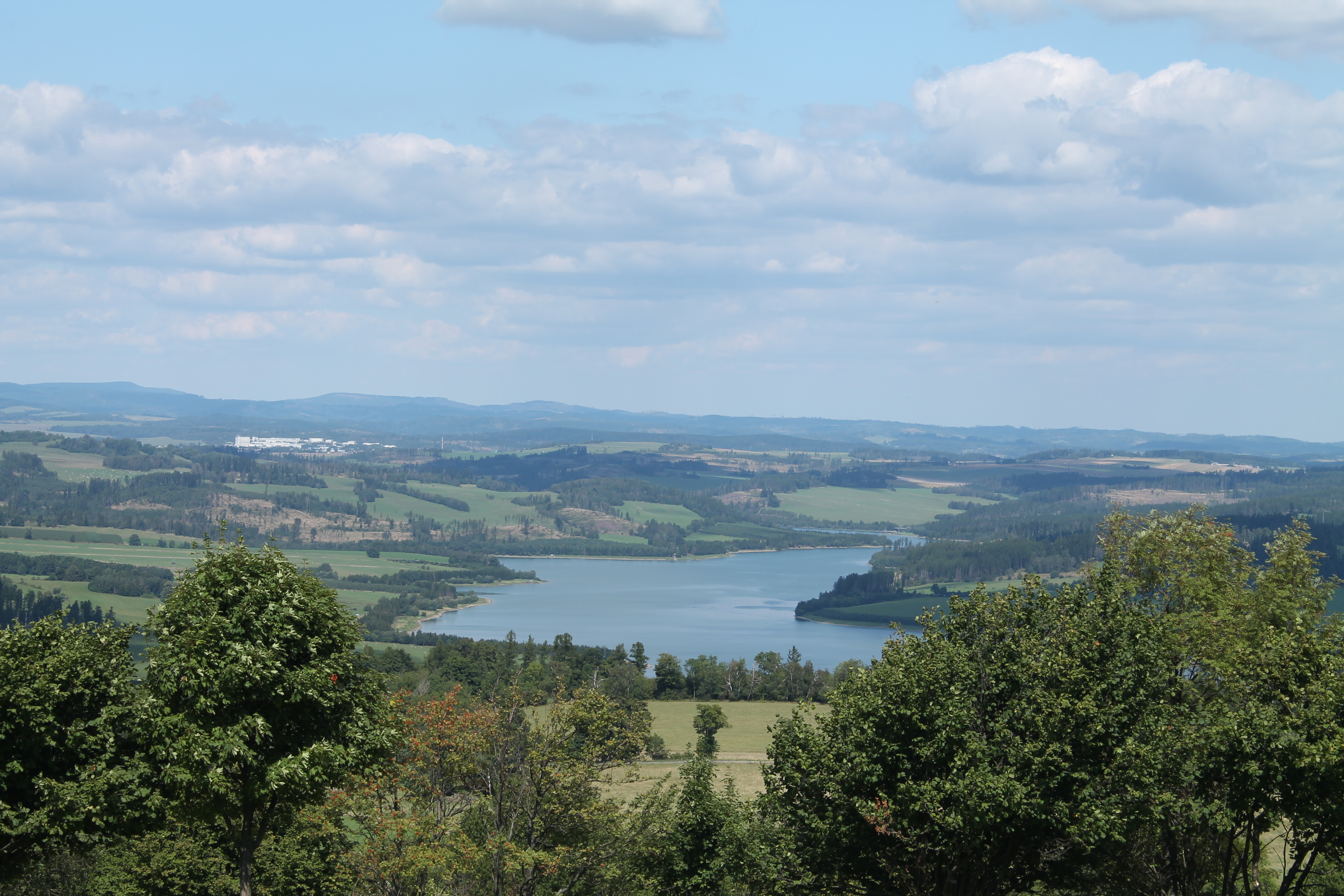
Výhled k severu na konec vzdutí nádrže Slezská Harta
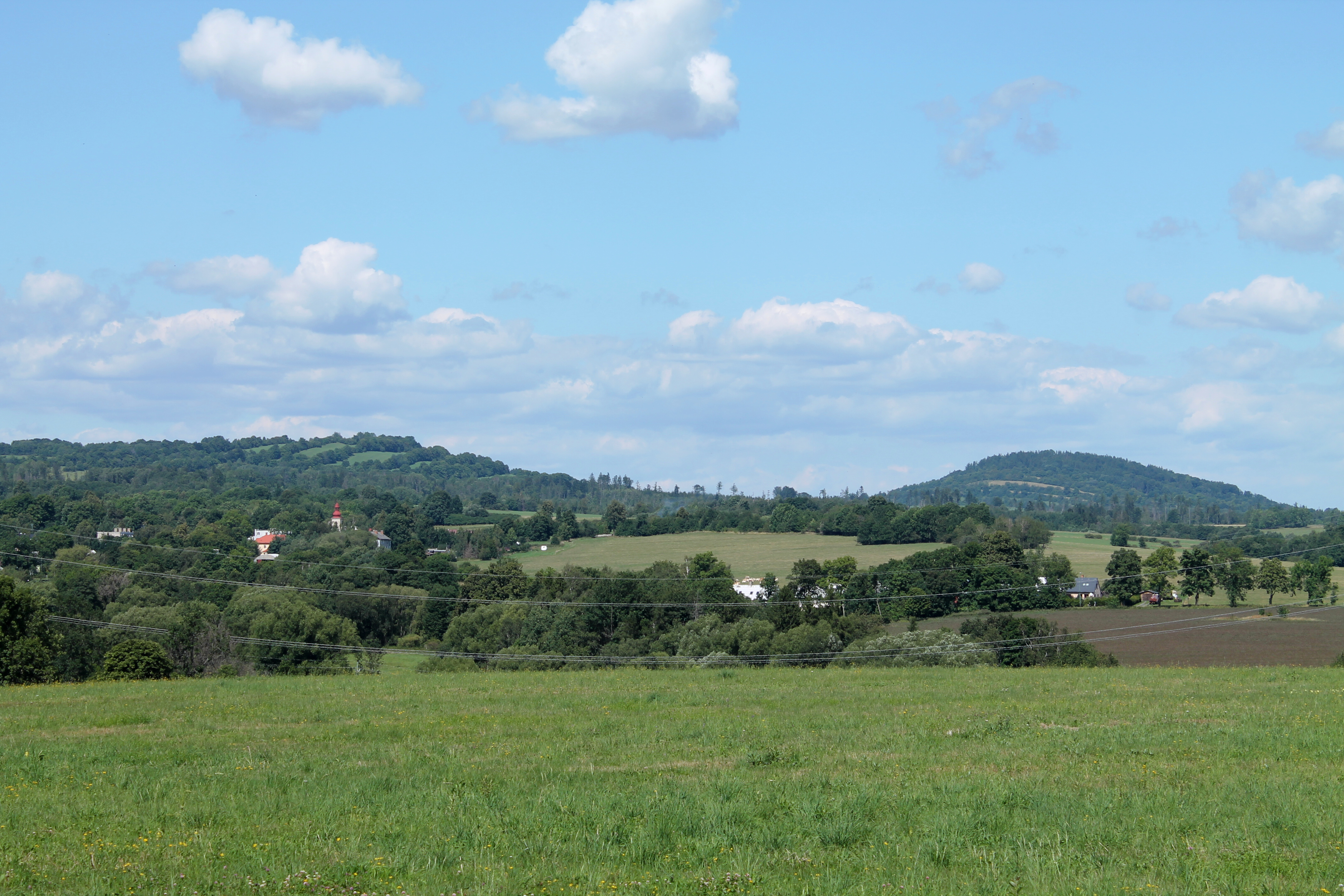
Pohled na Malý (vlevo) a Velký Roudný od jihu